# カイリーン
カイリーン（Kaylynn、 1977年9月26日 - ）は、アメリカ合衆国のポルノ女優。アラバマ州バーミングハム出身。